# Yponomeuta rorrella
 (juin 2017).
Si vous disposez d'ouvrages ou d'articles de référence ou si vous connaissez des sites web de qualité traitant du thème abordé ici, merci de compléter l'article en donnant les références utiles à sa vérifiabilité et en les liant à la section « Notes et références ».
Espèce
L'Hyponomeute du Saule (Yponomeuta rorrella) est une espèce de lépidoptères de la famille des Yponomeutidae, appartenant au groupe des teignes.
C'est l'un des hyponomeutes dont la chenille tisse des nids de toile de soie sur sa plante-hôte, avec des extensions possibles sur les arbres ou arbustes voisins ou sur les herbacées, sans que ceux-ci ne soient consommés.

## Description

### Imago
L'imago d'Yponomeuta rorrella a une envergure d'environ 19 à 20 mm, selon les sujets et les zones géographiques.
Ce papillon, comme tous ceux du genre Yponomeuta, évoque une mite aux ailes blanches ponctuées de noir (les Anglais les appellent « mites-hermines »). Les ailes postérieures sont cependant brun grisâtre et nettement frangées.

### Chenille
La chenille, jaunâtre au premier stade, est ensuite ornée de points noirs sur ses flancs.
À son maximum de développement, elle mesure environ 20 mm et est jaunâtre avec la tête noire et des lignes de points noirs (une de chaque côté du corps). Le corps est garni de poils si fins qu'ils sont invisibles à l'œil nu.

### Confusions possibles
Cette espèce peut être confondue avec :
- Yponomeuta plumbellus, l'Hyponomeute du fusain ou Hyponomeute plombée, à la biologie assez semblable, mais qui se distingue par trois rangées de points noirs et une grosse macule (tache noire) dans le tiers basal de l'aile antérieure) ;
- Yponomeuta irrorellus, qui se distingue par une très grosse macule au milieu de l'aile ;
- Yponomeuta malinella, à la biologie assez semblable ;
- Yponomeuta evonymella, dont les chenilles, caractérisées par cinq rangées de points noirs, se développent souvent sur le merisier à grappes ou plus rarement sur d'autres espèces de Prunus qu'elles tapissent d'un épais voile soyeux blanchâtre ;
- Yponomeuta padella, l'Hyponomeute du cerisier, dont les chenilles se développent sur prunellier (Prunus spinosa), l'aubépine (Crataegus monogyna) et le sorbier des oiseleurs (Sorbus aucuparia). Les nids de toile d' Y. padella sont translucides et moins voyants que ceux d'Y. evonymella ;
- Yponomeuta malinellus, l'Hyponomeute du pommier ou Teigne du pommier, sur pommier ou prunier, aux cils terminaux légèrement gris ;
- Yponomeuta sedella, l'Hyponomeute de l'orpin, de couleur crème-clair et sans points aux extrémités des ailes.

La chenille ne doit pas non plus être confondue avec celle de la Petite tortue qui est également grégaire après être sortie de l’œuf, et dont les couleurs peuvent évoquent celle des Yponomeuta.
L'imago d'Y. rorrella ne peut être distingué de celui de certaines autres espèces de ce genre que par l'examen des pièces génitales.

## Cycle de vie
Yponomeuta rorrella produit une seule génération par an.
Les œufs, très petits, sont pondus par la femelle en automne sur des rameaux et branches. La femelle les recouvre d'une sécrétion collante qui les rend difficiles à distinguer. 
Ils éclosent en libérant une minuscule chenille qui commence à se nourrir à l'automne, puis hiberne. Les chenilles se rassemblent au printemps et au fur et à mesure qu'elles grandissent, tissent rapidement de vastes toiles qui peuvent finir par englober tout un arbre et l'environnement périphérique (herbes, buissons voisins ou objets artificiels proches). Les toiles, assez solides, jouent le rôle d'un nid collectif.
La chenille n'est pas monophage mais ne se nourrit que sur deux essences :
- les saules, principalement (notamment Salix alba en Europe et plus particulièrement en Roumanie) ;
- plus rarement le peuplier (en Russie notamment[1]). (Il conviendrait de vérifier par une étude génétique qu'il ne s'agit pas de deux espèces génétiquement différentes.)

Un comportement localement et souvent temporaire d'invasive rend les chenilles capables de totalement défolier, voire d'écorcer les branchettes d'arbres ou arbustes qu'elles attaquent.
Les arbres ou arbustes défoliés en avril-mai se régénèrent la plupart du temps, avec apparition de nouvelles feuilles (dès mai-début juin en Europe de l'Ouest).
Les adultes (imagos) commencent à apparaître début juillet (parfois dès juin). Les adultes sont visibles jusqu'au mois d'août.

## Espèce invasive?
Les phénomènes invasifs se déroulent souvent sur un ou deux ans. La première année, une partie des buissons (ou arbres) est touchée, et l'année suivante, les mêmes buissons ou arbres peuvent être totalement défoliés. Généralement les chenilles sont densément regroupées, mais sur un seul arbre ou buisson.

## Lutte biologique
Elle consiste à encourager les prédateurs ou parasitoïdes de cette espèce. Ageniaspis fuscicollis a, par exemple, été importé dans les années 1980 pour contrôler ces espèces.
En Europe, les hyponomeutes ont plusieurs parasitoïdes : des hyménoptères (petites guêpes), mais aussi des diptères (mouches). Dans les systèmes où la biodiversité est conservée, les phénomènes locaux d'invasion de ce type s'éteignent généralement d'eux-mêmes après un ou deux ans.